# Lijst van gravures van Lucas van Leyden
Deze lijst geeft een overzicht van het grafische werk van Lucas van Leyden.

## Gravures
| Afbeelding | Titel | Datering      | Reeks                           | Bartsch | Collectie                                                                           |
| ---------- | --- | ------------- | ------------------------------- | ------- | ----------------------------------------------------------------------------------- |
|            | De zondeval                                                                                                 | ca. 1506      |                                 | B007    | RM: RP-P-OB-1575 NGA 42630                                                          |
|            | Rust op de vlucht naar Egypte                                                                               | ca. 1506      |                                 | B038    | RM: RP-P-OB-1614                                                                    |
|            | Rust op de vlucht naar Egypte                                                                               | ca. 1506      |                                 | B039    | Albertina                                                                           |
|            | Christus verschijnt aan Maria Magdalena                                                                     | ca. 1506      |                                 | B077a   | BM                                                                                  |
|            | Sint-Christoffel aan de oever van een rivier                                                                | ca. 1506      |                                 | B108    | RM: RP-P-OB-1689 NGA 8619                                                           |
|            | Maria Magdalena in de woestijn                                                                              | ca. 1506      |                                 | B123    | NGA 8613 RM: RP-P-H-Z-216 RM: RP-P-OB-1708                                          |
|            | David en Abigaïl                                                                                            | ca. 1507      |                                 | B024    | NGA 37141 RM: RP-P-OB-1598                                                          |
|            | David in gebed                                                                                              | ca. 1507      |                                 | B028    | NGA 8580 RM: RP-P-OB-1602                                                           |
|            | De opwekking van Lazarus                                                                                    | ca. 1507      |                                 | B042    | NGA                                                                                 |
|            | Abraham zendt Hagar weg                                                                                     | ca. 1507      |                                 | B017    | RM: RP-P-OB-1588                                                                    |
|            | Simson en Delila                                                                                            | ca. 1507      |                                 | B025    | RM: RP-P-OB-1599 RM: RP-P-1939-144                                                  |
|            | Vier soldaten in het bos                                                                                    | ca. 1507      |                                 | B141    | RM: RP-P-OB-1726                                                                    |
|            | Jongen met blaasinstrument                                                                                  | ca. 1507      |                                 | B152    | RM: RP-P-OB-1740                                                                    |
|            | Ornament met lofwerk of Twee ornamentele ranken                                                             | ca. 1507      |                                 | B163    | RM: RP-P-OB-1761                                                                    |
|            | David speelt harp voor Saul                                                                                 | ca. 1508      |                                 | B027    | RM: RP-P-OB-1601 RM: RP-P-1939-435 NGA 128984 NGA 8532                              |
|            | Suzanna en de ouderlingen                                                                                   | ca. 1508      |                                 | B033    | RM: RP-P-OB-1608                                                                    |
|            | De Heilige Familie                                                                                          | ca. 1508      |                                 | B085    | NGA                                                                                 |
|            | De heilige Lucas                                                                                            | ca. 1508      |                                 | B104    | NGA                                                                                 |
|            | Sint-Joris bevrijdt de prinses of Sint-Joris en de prinses                                                  | ca. 1508      |                                 | B121    | NGA 33389 RM: RP-P-OB-1704                                                          |
|            | Mohammed en de monnik Sergius                                                                               | 1508          |                                 | B126    | NGA 8550 NGA 865 RM: RP-P-OB-1711 RM: RP-P-1939-436 MET: DP819013 MET: DP819004     |
|            | Edelman met een havik en een dame of Wandelend paar met havik                                               | ca. 1508      |                                 | B145    | RM: RP-P-OB-1731                                                                    |
|            | De afscheidskus                                                                                             | ca. 1508      |                                 | B145a   | BM                                                                                  |
|            | Een man met een toorts en een vrouw, gevolgd door een nar                                                   | ca. 1508      |                                 | B147    | NGA                                                                                 |
|            | De pelgrims                                                                                                 | ca. 1508      |                                 | B149    | NGA                                                                                 |
|            | Christus in Getsemane                                                                                       | 1509          | De ronde Passie-serie           | B057    | NGA                                                                                 |
|            | De gevangenneming                                                                                           | 1509          | De ronde Passie-serie           | B058    | NGA                                                                                 |
|            | Christus voor Annas                                                                                         | 1509          | De ronde Passie-serie           | B059    | NGA                                                                                 |
|            | De bespotting van Christus                                                                                  | 1509          | De ronde Passie-serie           | B060    | NGA                                                                                 |
|            | De geseling                                                                                                 | 1509          | De ronde Passie-serie           | B061    | NGA                                                                                 |
|            | De doornenkroon                                                                                             | 1509          | De ronde Passie-serie           | B062    | NGA                                                                                 |
|            | Ecce homo                                                                                                   | 1509          | De ronde Passie-serie           | B063    | NGA                                                                                 |
|            | De kruisdraging                                                                                             | 1509          | De ronde Passie-serie           | B064    | NGA                                                                                 |
|            | De kruisiging                                                                                               | 1509          | De ronde Passie-serie           | B065    | NGA                                                                                 |
|            | De verzoeking van de heilige Antonius                                                                       | 1509          |                                 | B117    | NGA                                                                                 |
|            | Twee paren in een bos                                                                                       | 1509          |                                 | B146    | NGA                                                                                 |
|            | De bekering van Paulus                                                                                      | 1509          |                                 | B107    | NGA                                                                                 |
|            | De vrouw met de hinde of Jonge vrouw met hinde                                                              | 1509          |                                 | B153    | RM: RP-P-OB-1741                                                                    |
|            | De doop van Christus in de Jordaan                                                                          | 1510          |                                 | B040    | RM: RP-P-OB-1617 RM: RP-P-OB-1616 NGA 8543                                          |
|            | De terugkeer van de verloren zoon                                                                           | ca. 1510      |                                 | B078    | RM: RP-P-OB-1656 RM: RP-P-H-Z-198 Cleveland 1927.361                                |
|            | Een jongeling met acht gewapende mannen                                                                     | 1510          |                                 | B142    | NGA                                                                                 |
|            | Christus (De Heiland staande met een wereldbol en kruis in zijn linkerhand)                                 | 1510          |                                 | B075a   | NGA                                                                                 |
|            | Een triton en een sirene in lofwerk of Ornament met triton en sirene                                        | 1510          |                                 | B169    | NGA 8601 MET DP819080 MET DP819081 MET DP819083 RM: RP-P-OB-1768 RM: RP-P-OB-22.418 |
|            | Sint-Sebastiaan                                                                                             | 1510          |                                 | B115    | NGA                                                                                 |
|            | De vrouw met de hond of Naakte vrouw met hond                                                               | 1510          |                                 | B154    | RM: RP-P-OB-1742                                                                    |
|            | De melkmeid                                                                                                 | 1510          | 11,4 x 15,6                     | B158    | NGA                                                                                 |
|            | De bedelaars                                                                                                | ca. 1509      |                                 | B143    | RM: RP-P-OB-1728 RM: RP-P-H-Z-219 NGA 30472                                         |
|            | Adam en Eva na de verdrijving uit het paradijs                                                              | 1510          |                                 | B011    | NGA 33103 RM: RP-P-OB-1579                                                          |
|            | Ecce Homo of De grote Ecce Homo                                                                             | 1510          |                                 | B071    | RM: RP-P-OB-1649                                                                    |
|            | Christus als Salvator Mundi                                                                                 | ca. 1510      | Christus en de apostelen        | B086    | RM: RP-P-OB-1665 RM: RP-P-H-Z-201                                                   |
|            | De apostel Petrus                                                                                           | ca. 1510      | Christus en de apostelen        | B087    | RM: RP-P-H-Z-202 RM: RP-P-OB-1666                                                   |
|            | De apostel Paulus                                                                                           | ca. 1510      | Christus en de apostelen        | B088    | RM: RP-P-H-Z-203 RM: RP-P-OB-1667                                                   |
|            | De apostel Andreas                                                                                          | ca. 1510      | Christus en de apostelen        | B089    | RM: RP-P-OB-1668 RM: RP-P-H-Z-204                                                   |
|            | De apostel Johannes                                                                                         | ca. 1510      | Christus en de apostelen        | B090    | RM: RP-P-H-Z-205 RM: RP-P-OB-1670                                                   |
|            | De apostel Jacobus Maior                                                                                    | ca. 1510      | Christus en de apostelen        | B091    | RM: RP-P-OB-1671 RM: RP-P-H-Z-206                                                   |
|            | De apostel Thomas                                                                                           | ca. 1510      | Christus en de apostelen        | B092    | RM: RP-P-OB-1672                                                                    |
|            | De apostel Judas Thaddeus                                                                                   | ca. 1510      | Christus en de apostelen        | B093    | RM: RP-P-H-Z-211 RM: RP-P-OB-1676                                                   |
|            | De apostel Bartholomeus                                                                                     | ca. 1510      | Christus en de apostelen        | B094    | RM: RP-P-OB-1674 RM: RP-P-H-Z-209                                                   |
|            | De apostel Philippus                                                                                        | ca. 1510      | Christus en de apostelen        | B095    | RM: RP-P-1904-616 RM: RP-P-H-Z-213 RM: RP-P-OB-1675                                 |
|            | De apostel Jacobus Minor                                                                                    | ca. 1510      | Christus en de apostelen        | B096    | RM: RP-P-H-Z-208 RM: RP-P-OB-1673                                                   |
|            | De apostel Simon                                                                                            | ca. 1510      | Christus en de apostelen        | B097    | RM: RP-P-H-Z-212 RM: RP-P-OB-1677 NGA 37140                                         |
|            | De apostel Mattheus                                                                                         | ca. 1510      | Christus en de apostelen        | B098    | NGA 37138 RM: RP-P-H-Z-210 RM: RP-P-OB-1678                                         |
|            | De apostel Matthias                                                                                         | ca. 1510      | Christus en de apostelen        | B099    | RM: RP-P-OB-1679                                                                    |
|            | De vaandelzwaaier of De vaandeldrager                                                                       | ca. 1510      |                                 | B140    | RM: RP-P-OB-1725                                                                    |
|            | Wapen van de stad Leiden omringd door vier engeltjes of Wapen van Leiden en vier putti met wapentuig        | ca. 1510      |                                 | B168    | RM: RP-P-OB-1767                                                                    |
|            | Jozef vertelt zijn dromen aan Jacob                                                                         | 1512          | De geschiedenis van Jozef       | B019    | NGA                                                                                 |
|            | Jozef vlucht voor de vrouw van Potifar                                                                      | 1512          | De geschiedenis van Jozef       | B020    | NGA                                                                                 |
|            | De vrouw van Potifar beschuldigt Jozef                                                                      | 1512          | De geschiedenis van Jozef       | B021    | NGA                                                                                 |
|            | Jozef verklaart de dromen in de gevangenis                                                                  | 1512          | De geschiedenis van Jozef       | B022    | NGA                                                                                 |
|            | Jozef verklaart de dromen van de farao                                                                      | 1512          | De geschiedenis van Jozef       | B023    | NGA                                                                                 |
|            | De doornenkroon of Doornenkroning                                                                           | ca. 1512      |                                 | B068    | RM: RP-P-OB-1645                                                                    |
|            | Soldaten geven Christus te drinken                                                                          | ca. 1512      |                                 | B073    | RM: RP-P-OB-1651 RM: RP-P-H-Z-197                                                   |
|            | Abraham en de drie engelen                                                                                  | ca. 1513      |                                 | B015    | NGA 8534 RM: RP-P-OB-1586                                                           |
|            | De triomf van David                                                                                         | ca. 1513      |                                 | B026    | RM: RP-P-OB-1600                                                                    |
|            | De aanbidding door de koningen                                                                              | 1513          | 29,6 x 43                       | B037    | NGA                                                                                 |
|            | Ecce Homo                                                                                                   | 1513          |                                 | B070    | NGA 8576 RM: RP-P-OB-1647                                                           |
|            | Johannes de Doper in de woestijn                                                                            | 1513          |                                 | B110    | NGA                                                                                 |
|            | De onthoofding van Johannes de Doper                                                                        | ca. 1513      |                                 | B111    | RM: RP-P-OB-1692                                                                    |
|            | De heilige Hiëronymus in een landschap                                                                      | 1513          |                                 | B112    | NGA 8617 RM: RP-P-OB-1693                                                           |
|            | Salomo aanbidt de afgodsbeelden                                                                             | 1514          | 17 x 13                         | B030    | NGA                                                                                 |
|            | Christus als Man van Smarten                                                                                | 1514          |                                 | B076    | RM: RP-P-OB-1654                                                                    |
|            | Madonna onder een boom                                                                                      | 1514          |                                 | B083    | NGA                                                                                 |
|            | De heilige Dominicus                                                                                        | ca. 1514      |                                 | B118    | RM: RP-P-OB-1701                                                                    |
|            | De heilige Gerardus                                                                                         | ca. 1514      |                                 | B119    | RM: RP-P-OB-1702                                                                    |
|            | De heilige Franciscus ontvangt de stigmata of De stigmatisatie van de heilige Franciscus                    | 1514          |                                 | B120    | NGA 8614 RP-P-OB-1703                                                               |
|            | Pyramus en Thisbe                                                                                           | 1514          |                                 | B135    | NGA                                                                                 |
|            | De triomf van Mordecai                                                                                      | 1515          |                                 | B032    | NGA                                                                                 |
|            | De kruisdraging                                                                                             | 1515          |                                 | B072    | RM: RP-P-OB-1650                                                                    |
|            | Lucretia | ca. 1515      |                                 | B134    | RM: RP-P-OB-1719                                                                    |
|            | Madonna met Anna                                                                                            | 1516          |                                 | B079    | NGA                                                                                 |
|            | De verstoting van Hagar door Abraham                                                                        | 1516          |                                 | B018    | NGA 8586 RM: RP-P-OB-1589                                                           |
|            | De annunciatie                                                                                              | 1516          | 8,7 x 10,9                      | B035    | NGA                                                                                 |
|            | De heilige Hiëronymus in de woestijn                                                                        | 1516          |                                 | B113    | RM: RP-P-OB-1694                                                                    |
|            | Golgotha | 1517          | 28,6 x 41,4                     | B074    | BvB DN 1846/167 NGA 8554:                                                           |
|            | Christus aan het kruis                                                                                      | 1516          |                                 | B075    | RM: RP-P-OB-1653                                                                    |
|            | Madonna op de maansikkel                                                                                    | ca. 1516      |                                 | B080    | RM: RP-P-OB-1658                                                                    |
|            | Twee cupido's als jagers in cirkels                                                                         | 1517          |                                 | B170    | NGA                                                                                 |
|            | Twee cupido's zittend op wolken in arabesken                                                                | 1517          |                                 | B171    | NGA 8600 MET: DP819073                                                              |
|            | Petrus en Paulus met de zweetdoek                                                                           | 1517          |                                 | B105    | NGA                                                                                 |
|            | Esther voor Ahasverus                                                                                       | 1518          |                                 | B031    | NGA                                                                                 |
|            | De verzoeking van Christus                                                                                  | 1518          |                                 | B041    | RM: RP-P-OB-1618                                                                    |
|            | Madonna in een nis                                                                                          | 1518          |                                 | B081    | NGA                                                                                 |
|            | De evangelist Marcus                                                                                        | 1518          | De vier evangelisten            | B100    | RM: RP-P-OB-1680                                                                    |
|            | De evangelist Matteüs                                                                                       | 1518          | De vier evangelisten            | B101    | NGA 37137 RM: RP-P-OB-1681 RM: RP-P-OB-22.420                                       |
|            | De evangelist Lucas                                                                                         | 1518          | De vier evangelisten            | B102    | NGA 8571 RM: RP-P-OB-1682 RM: RP-P-OB-22.421                                        |
|            | De evangelist Johannes                                                                                      | 1518          | De vier evangelisten            | B103    | NGA 8570 RM: RP-P-OB-1683                                                           |
|            | Maria Magdalena op de wolken                                                                                | 1518          |                                 | B124    | RM: RP-P-OB-1709                                                                    |
|            | De zondeval                                                                                                 | 1519          |                                 | B008    | RM: RP-P-OB-1576                                                                    |
|            | De dans van Maria Magdalena of Het wereldse leven van Maria Magdalena                                       | 1519          | 29,2 x 39,8                     | B122    | NGA 8551 RM: RP-P-OB-1706                                                           |
|            | De doornenkroon of Doornenkroning                                                                           | 1519          |                                 | B069    | NGA 8555 RM: RP-P-OB-1646                                                           |
|            | Christus verschijnt aan Maria Magdalena                                                                     | 1519          |                                 | B077    | RM: RP-P-OB-1655                                                                    |
|            | Twee naakte kinderen met een leeg wapenschild                                                               | 1519          |                                 | B166    | NGA                                                                                 |
|            | Portret van een jongeman met een schedel                                                                    | 1519          |                                 | B174    | NGA                                                                                 |
|            | Keizer Maximiliaan I                                                                                        | 1520          | gravure en ets (26,3 x 19,6)    | B172    | NGA                                                                                 |
|            | De ontmoeting van Joachim en Anna                                                                           | 1520          |                                 | B034    | NGA                                                                                 |
|            | De wandeling                                                                                                | 1520          |                                 | B144    | NGA                                                                                 |
|            | Een edelman en een dame zittend in een landschap                                                            | 1520          |                                 | B148    | NGA                                                                                 |
|            | De visitatie                                                                                                | 1520          | 10,8 x 8,1                      | B036    | NGA                                                                                 |
|            | Het Laatste Avondmaal                                                                                       | 1521          | De kleine Passie-serie          | B043    | NGA 8578 RM: RP-P-OB-1620                                                           |
|            | Christus op de Olijfberg of Christus in de hof van Getsemane                                                | 1521          | De kleine Passie-serie          | B044    | RM: RP-P-OB-1621                                                                    |
|            | De gevangenneming                                                                                           | 1521          | De kleine Passie-serie          | B045    | RM: RP-P-OB-1622                                                                    |
|            | Christus voor Annas                                                                                         | 1521          | De kleine Passie-serie          | B046    | RM: RP-P-OB-1623                                                                    |
|            | De bespotting                                                                                               | 1521          | De kleine Passie-serie          | B047    | RM: RP-P-OB-1624                                                                    |
|            | De geseling                                                                                                 | 1521          | De kleine Passie-serie          | B048    | RM: RP-P-OB-1625                                                                    |
|            | De doornenkroon                                                                                             | 1521          | De kleine Passie-serie          | B049    | RM: RP-P-OB-1626 RM: RP-P-2008-82                                                   |
|            | Ecce homo                                                                                                   | 1521          | De kleine Passie-serie          | B050    | NGA 8577 RM: RP-P-OB-1627                                                           |
|            | De kruisdraging                                                                                             | 1521          | De kleine Passie-serie          | B051    | RM: RP-P-OB-1628                                                                    |
|            | De kruisiging                                                                                               | 1521          | De kleine Passie-serie          | B052    | RM: RP-P-OB-1629                                                                    |
|            | De bewening of De kruisafname                                                                               | 1521          | De kleine Passie-serie          | B053    | RM: RP-P-OB-1630                                                                    |
|            | De graflegging                                                                                              | 1521          | De kleine Passie-serie          | B054    | RM: RP-P-OB-1631                                                                    |
|            | Christus in het voorgeborchte of De hellevaart van Christus                                                 | 1521          | De kleine Passie-serie          | B055    | RM: RP-P-OB-1632                                                                    |
|            | De opstanding                                                                                               | 1521          | De kleine Passie-serie          | B056    | RM: RP-P-OB-1633                                                                    |
|            | De heilige Hiëronymus in zijn studeerkamer                                                                  | 1521          |                                 | B114    | RM: RP-P-OB-1696                                                                    |
|            | Sint-Antonius                                                                                               | ca. 1519-1521 |                                 | B116    | NGA                                                                                 |
|            | Sint-Christoffel met het Christuskind                                                                       | 1521          |                                 | B109    | NGA                                                                                 |
|            | Madonna met twee engelen                                                                                    | 1523          |                                 | B084    | NGA                                                                                 |
|            | Madonna op de maansikkel                                                                                    | 1523          | 11,5 × 7,2                      | B082    | NGA 8573 NGA 137227 RM: RP-P-OB-1660 RM: RP-P-OB-1661 RM: RP-P-H-Z-200              |
|            | De tandarts                                                                                                 | 1523          |                                 | B157    | NGA                                                                                 |
|            | Oude man met druiventros                                                                                    | 1523          |                                 | B151    | NGA 8608 RM: RP-P-OB-1739                                                           |
|            | Kaïn doodt Abel                                                                                             | 1524          |                                 | B013    | RM: RP-P-OB-1582 UBL: PK-P-100.187                                                  |
|            | Lamech en Kaïn                                                                                              | 1524          | 11,8 x 7,7                      | B014    | NGA                                                                                 |
|            | Musicerend paar                                                                                             | 1524          |                                 | B155    | NGA                                                                                 |
|            | De chirurgijn of De ooroperatie                                                                             | 1524          |                                 | B156    | NGA 8606 NGA 156056 RM: RP-P-OB-1745 RM: RP-P-H-Z-221                               |
|            | De tovenaar Vergilius opgehangen in een mand                                                                | 1525          |                                 | B136    | NGA                                                                                 |
|            | Twee jongens met een helm en een vaandel                                                                    | 1527          |                                 | B165    | NGA                                                                                 |
|            | Petrus en Paulus zittend in een landschap                                                                   | 1527          |                                 | B106    | NGA                                                                                 |
|            | Ornament met een soldatenkop of Ornament met kop van een soldaat                                            | 1527          |                                 | B160    | RM: RP-P-OB-1757 RM: RP-P-1964-4627 RM: RP-P-OB-1756                                |
|            | Ornament met twee dolfijnen                                                                                 | 1527          |                                 | B161    | RM: RP-P-OB-1759                                                                    |
|            | Wapenschild vastgehouden door twee engelen                                                                  | 1527          |                                 | B167    | MET: DP819077 MET: DP819078                                                         |
|            | Ornament met twee sfinxen en een gevleugelde man of Ornament met twee fantasiewezens en een gevleugelde man | 1528          | 7.8                             | B162    | NGA 8604 RM: RP-P-OB-1760                                                           |
|            | Ornament met twee sirenen                                                                                   | 1528          |                                 | B164    | Cleveland 1922.499 MET: DP819082 MET: DP819063 MET: DP807758 RM: RP-P-OB-1762       |
|            | Venus en Cupido                                                                                             | 1528          |                                 | B138    | NGA                                                                                 |
|            | De schepping van Eva                                                                                        | 1529          | De geschiedenis van Adam en Eva | B001    | RM: RP-P-OB-1569                                                                    |
|            | Het eerste verbod                                                                                           | 1529          | De geschiedenis van Adam en Eva | B002    | NGA                                                                                 |
|            | De zondeval                                                                                                 | 1529          | De geschiedenis van Adam en Eva | B003    | NGA                                                                                 |
|            | De verdrijving uit het Paradijs                                                                             | 1529          | De geschiedenis van Adam en Eva | B004    | NGA 8590 RM: RP-P-OB-1572                                                           |
|            | Kaïn doodt Abel                                                                                             | 1529          | De geschiedenis van Adam en Eva | B005    | NGA                                                                                 |
|            | Adam en Eva bewenen de dode Abel                                                                            | 1529          | De geschiedenis van Adam en Eva | B006    | NGA                                                                                 |
|            | De zondeval                                                                                                 | 1529          |                                 | B009    | NGA                                                                                 |
|            | Mars,Venus en Cupido                                                                                        | 1530          |                                 | B137    | NGA                                                                                 |
|            | Lot en zijn dochters                                                                                        | 1530          |                                 | B016    | NGA 8533 UBL: PK-P-100.196                                                          |
|            | De zondeval                                                                                                 | 1530          |                                 | B010    | NGA                                                                                 |
|            | De zondeval                                                                                                 | 1530          |                                 | B010    | NGA                                                                                 |
|            | Fides (Geloof)                                                                                              | 1530          | De deugden                      | B127    | NGA                                                                                 |
|            | Spes (Hoop)                                                                                                 | 1530          | De deugden                      | B128    | NGA                                                                                 |
|            | Caritas (Liefde)                                                                                            | 1530          | De deugden                      | B129    | NGA                                                                                 |
|            | Prudencia (Voorzichtigheid)                                                                                 | 1530          | De deugden                      | B130    | NGA                                                                                 |
|            | Justicia (Rechtvaardigheid)                                                                                 | 1530          | De deugden                      | B131    | NGA                                                                                 |
|            | Vortitudo (Sterkte) (= Fortitudo)                                                                           | 1530          | De deugden                      | B132    | RM RP-P-OB-1717                                                                     |
|            | Temperancia (Matigheid)                                                                                     | 1530          | De deugden                      | B133    | NGA                                                                                 |
|            | Pallas Athene                                                                                               | 1530          |                                 | B139    | NGA                                                                                 |

## Etsen
| Afbeelding | Titel                                                   | Datering | Bartsch | Collecties                 |
| ---------- | ------------------------------------------------------- | -------- | ------- | -------------------------- |
|            | Kaïn doodt Abel                                         | 1520     | B012    | RM: RP-P-OB-1580           |
|            | David in gebed (ets en gravure)                         | 1520     | B029    | RM: RP-P-OB-1603           |
|            | Sint-Catharina                                          | 1520     | B125    | RM: RP-P-OB-1710 NGA 8612  |
|            | De nar en de jonge vrouw (ets en gravure)               | 1520     | B150    | RM: RP-P-OB-1738 NGA 8594  |
|            | 'Uilenspiegel' (De bedelaarsfamilie of Valse bedelaars) | 1520     | B159    | RM: RP-P-OB-1750           |
|            | Keizer Maximiliaan I (ets en gravure)                   | 1520     | B172    | RM: RP-P-1927-909 NGA 8562 |

## Houtsneden
| Afbeelding | Titel                                                                | Datering | Reeks                                   | Bartsch | Collecties                                              |
| ---------- | -------------------------------------------------------------------- | -------- | --------------------------------------- | ------- | ------------------------------------------------------- |
|            | De zondeval                                                          | ca. 1514 | Grote serie Vrouwenlisten               | B01     | RM: RP-P-OB-1794 RM: RP-P-OB-1795 RM: RP-P-OB-1796 BM   |
|            | Simson en Delila                                                     | ca. 1514 | Grote serie Vrouwenlisten               | B06     | Cleveland 1935.117 RM: RP-P-OB-1801 RM: RP-P-OB-1802 BM |
|            | Salomo aanbidt de afgodsbeelden of De afgoderij van Salomo           | ca. 1514 | Grote serie Vrouwenlisten (41,7 x 29,2) | B08     | NGA 37136 RM: RP-P-OB-1805 BM                           |
|            | De mond der waarheid                                                 | ca. 1514 | Grote serie Vrouwenlisten (39,5 x 29,1) | B10     | NGA 8626 RM: RP-P-OB-1806 Parijs                        |
|            | Salomé met het hoofd van Johannes de Doper                           | ca. 1514 | Grote serie Vrouwenlisten (41,6 x 29,3) | B12     | NGA 37143 RM: RP-P-1939-136 RM: RP-P-OB-1809 Berlijn    |
|            | De tovenaar Vergilius opgehangen in een mand of Vergilius in de mand | ca. 1514 | Grote serie Vrouwenlisten (41.2 x 28,6) | B16     | NGA 748 RM: RP-P-OB-1811 BM                             |
|            | De zondeval                                                          | ca. 1517 | Kleine serie Vrouwenlisten              | B02     | NGA 8623 RM: RP-P-OB-1797 RM: RP-P-BI-6252              |
|            | De zondeval (in een lijstwerk)                                       | ca. 1517 | Kleine serie Vrouwenlisten              | B02-II  | Albertina                                               |
|            | Simson en Delila                                                     | ca. 1517 | Kleine serie Vrouwenlisten              | B05     | RM: RP-P-1978-161 RM: RP-P-OB-1800                      |
|            | Jael doodt Sisera                                                    | ca. 1517 | Kleine serie Vrouwenlisten              | B07     | NGA 8624 RM: RP-P-OB-1803 RM: RP-P-OB-1804 BM           |
|            | Jael doodt Sisera (in een lijstwerk)                                 | ca. 1517 | Kleine serie Vrouwenlisten              | B07-II  | Albertina                                               |
|            | Salomo aanbidt de afgodsbeelden of De afgoderij van Salomo           | ca. 1517 | Kleine serie Vrouwenlisten              | B09     | NGA 8625 RM: RP-P-OB-1819                               |
|            | Izebel en Achab                                                      | ca. 1517 | Kleine serie Vrouwenlisten              | B11     | NGA 762 NGA 11601 RM: RP-P-OB-1807 RM: RP-P-OB-1808 BM  |
|            | Salomé met het hoofd van Johannes de Doper                           | ca. 1517 | Kleine serie Vrouwenlisten              | B13     | RM: RP-P-OB-1810 RM: RP-P-1978-162                      |
|            | Het offer van Abraham of Abraham en Isaak                            | ca. 1519 |                                         | B03     | NGA 8628 RM: RP-P-OB-1798                               |
|            | Het bebloede kleed van Jozef aan Jacob getoond                       | ca. 1519 |                                         | B04     | Albertina                                               |
|            | David, Salomo en Jerobeam                                            | ca. 1520 | De twaalf koningen van Israël           | B14a    | RM                                                      |
|            | Abiah, Asa en Josafat                                                | ca. 1520 | De twaalf koningen van Israël           | B14b    | RM                                                      |
|            | Joram, Uzzia en Jonatan                                              | ca. 1520 | De twaalf koningen van Israël           | B14c    | RM                                                      |
|            | Achaz, Hizkia en Manasse                                             | ca. 1520 | De twaalf koningen van Israël           | B14d    | RM                                                      |
|            | Hector, Alexander en Julius Caesar                                   | ca. 1520 | De negen helden (De negen besten)       | B15a    | NGA RM                                                  |
|            | Jozua, David en Judas Maccabeus                                      | ca. 1520 | De negen helden (De negen besten)       | B15b    | NGA RM                                                  |
|            | Arthur, Karel de Grote, Godfried van Bouillon                        | ca. 1520 | De negen helden (De negen besten)       | B15c    | NGA RM                                                  |
|            | Christus neemt afscheid van zijn moeder                              | ca. 1519 |                                         | ad. 17  | Albertina (fragment)                                    |
|            | Aristoteles en Phyllis                                               | ca. 1515 |                                         | ad. 18  | Parijs                                                  |
|            | Wacht hoe 't varen sal (kroegscène)                                  | ca. 1517 |                                         | ad. 19  | Parijs (unicum)                                         |
|            | Omlijsting met engelen of Omlijsting met vier putti                  | ca. 1517 |                                         | ad. 20  | RM: RP-P-OB-2252                                        |

## Toegeschreven werken

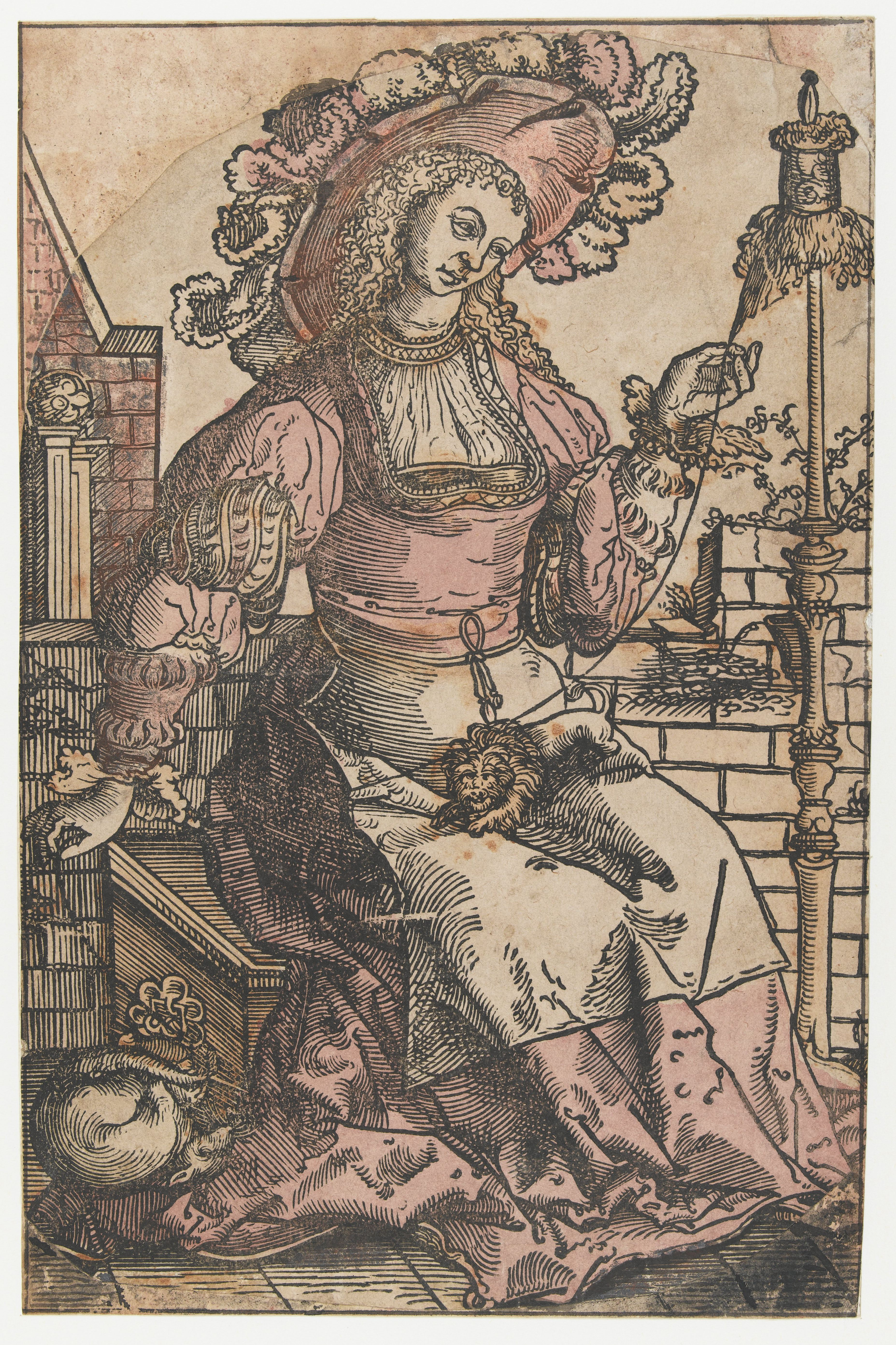
Spinnende vrouw, RM: RP-P-OB-4517
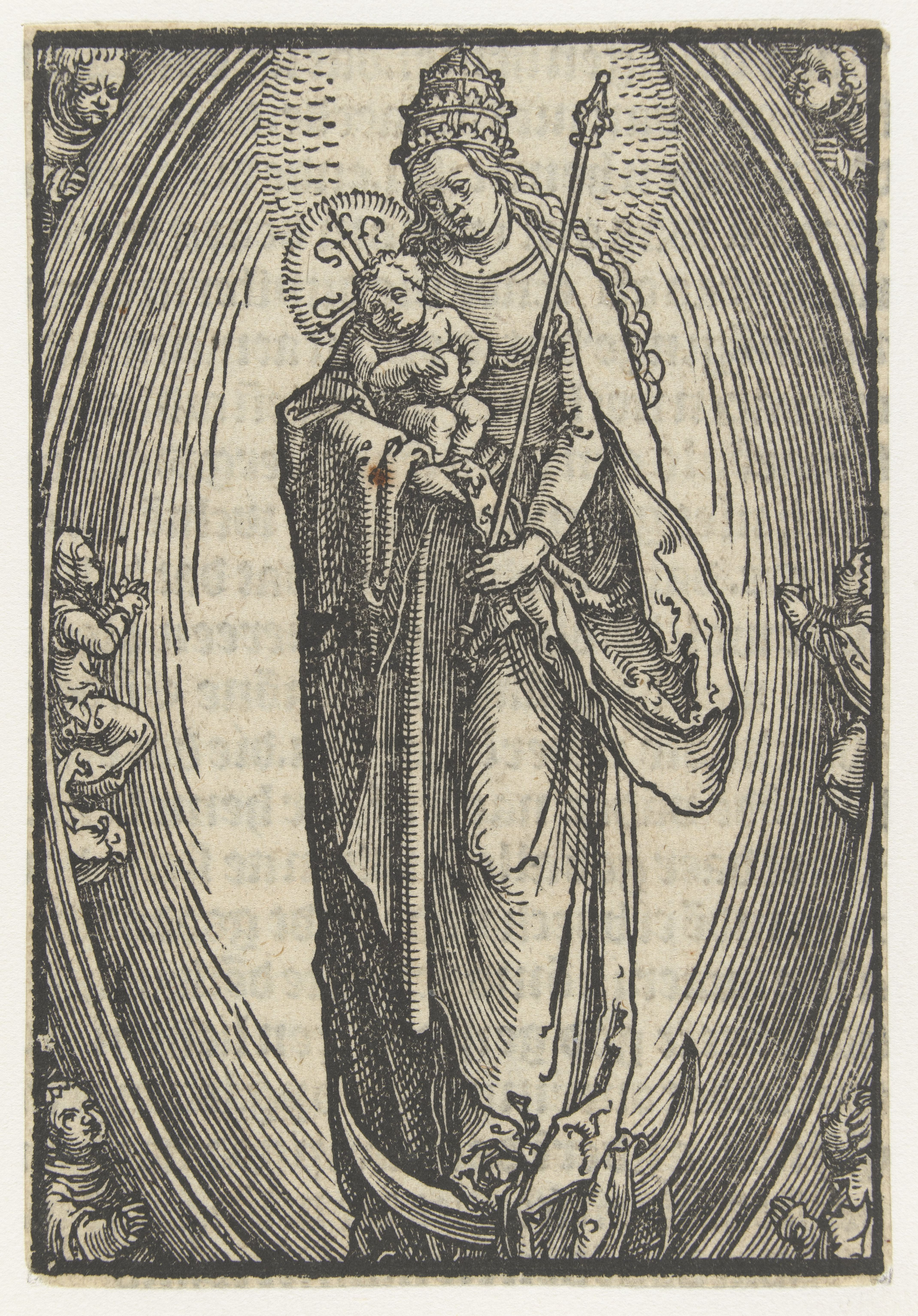
Madonna op de maansikkel, RM: RP-P-BI-6299

## Kopieën en navolging

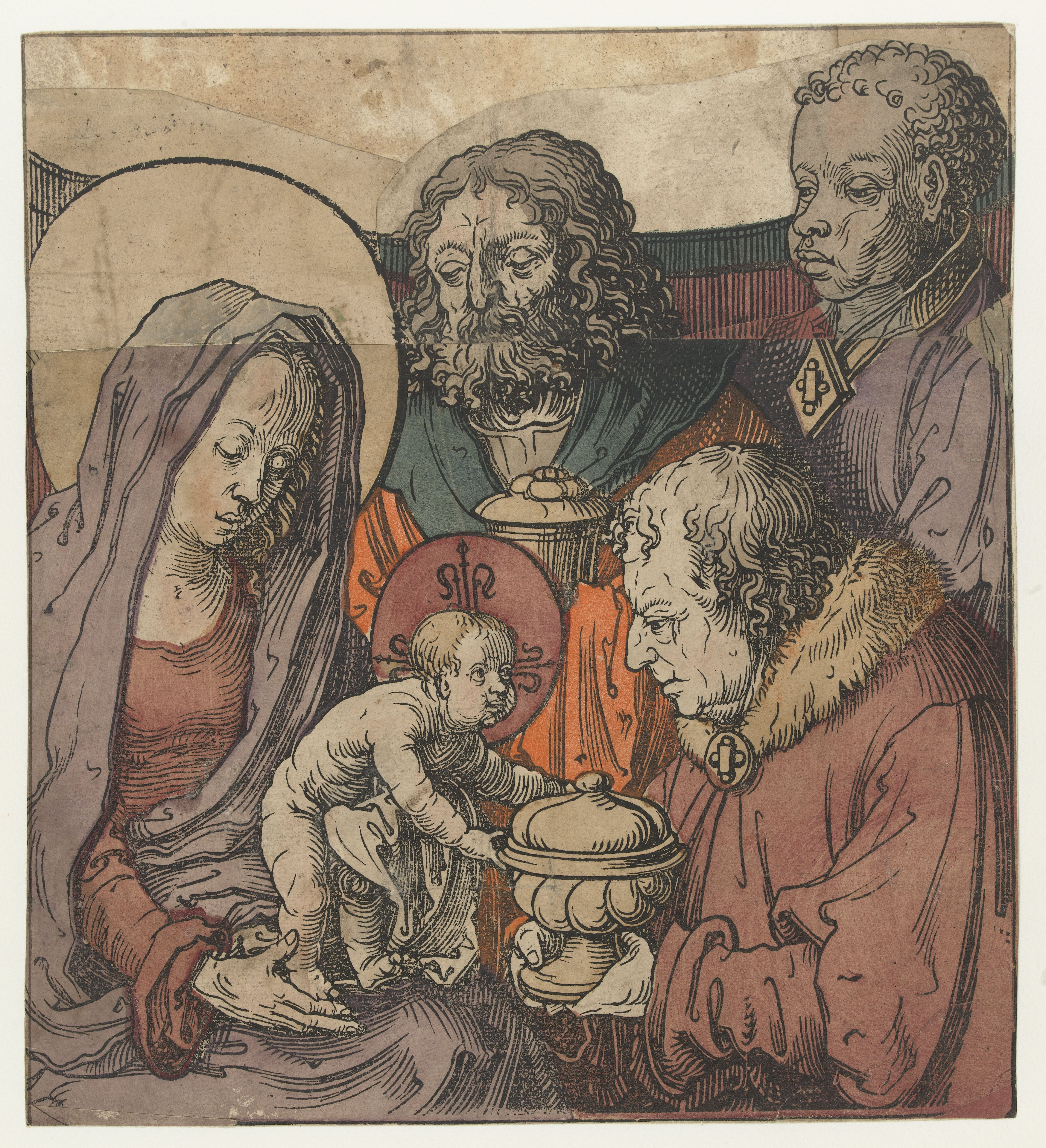
Omgeving van Lucas van Leyden, De aanbidding van de koningen, RM: RP-P-OB-1812
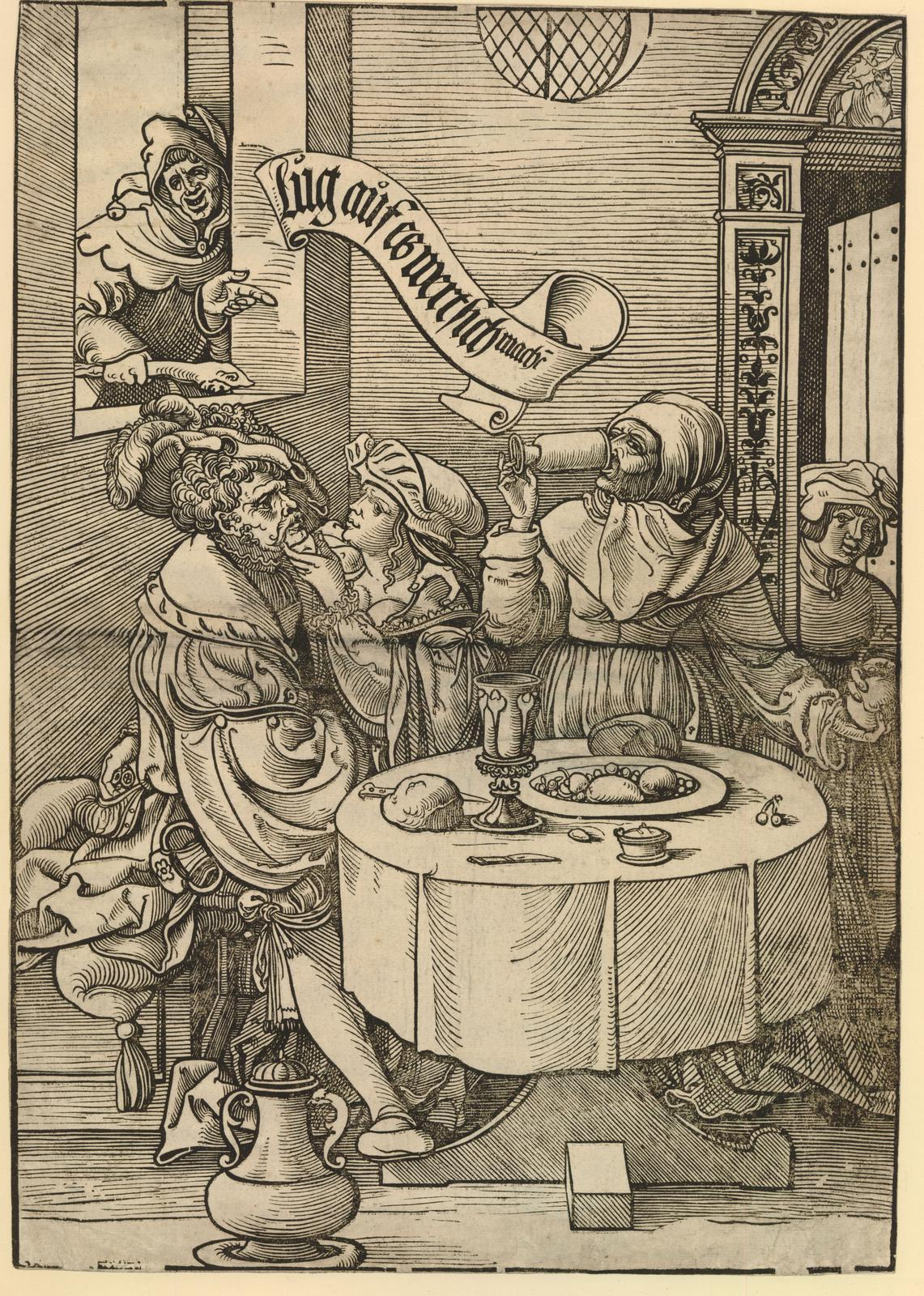
Duitse kopie in spiegelbeeld van Wacht hoe 't varen sal, houtsnede (ad. 19), BM 1922,0114.13